# Гоутон-холл
Гоутон-холл (англ. Houghton Hall) — розташована у Норфолку резиденція першого британського прем'єр-міністра, Роберта Волпола, що будувалась для нього у 1722-35 роках провідними архітекторами того часу — Коліном Кемпбеллом (загальний проект), Джеймсом Гіббсом (куполи) та Вільямом Кентом (інтер'єри).
Інтер'єри Гоутон-холлу за пишністю оздоблення суперничали з Бленімським палацом герцога Мальборо та зберігали одну з найкращих картинних колекцій Англії. Онук прем'єр-міністра продав художні скарби Гоутон-холлу Катерині II, яка поклала їх в основу Імператорського Ермітажу.
Нині Гоутон-холл перебуває у власності маркіза Чамлі. Його хобі — колекціонування олов'яних солдатиків й батального живопису. Сьогодні це зібрання відкрито для загального відвідування.